# Whitewright, Texas
Whitewright là một thị trấn thuộc quận Grayson, tiểu bang Texas, Hoa Kỳ. Năm 2010, dân số của thị trấn này là 1604 người.

## Dân số
- Dân số năm 2000: 1740 người.
- Dân số năm 2010: 1604 người.